# Ermin Huseinbašić
Ermin Huseinbašić (ur. 11 lipca 1993 w Gradačacu) – bośniacki piłkarz występujący na pozycji napastnika.
Jest wychowankiem Zvijezdy Gradačac, klubu ze swojego rodzinnego miasta. W latach 2010–2013 występował w Gradinie Srebrenik. 14 stycznia 2013 został piłkarzem stołecznego FK Sarajevo. Następnie grał w Slobodzie Tuzla i Istra 1961. W 2015 roku został zawodnikiem Bratstva Gračanica.